# Wörth (Landkreis Erding)

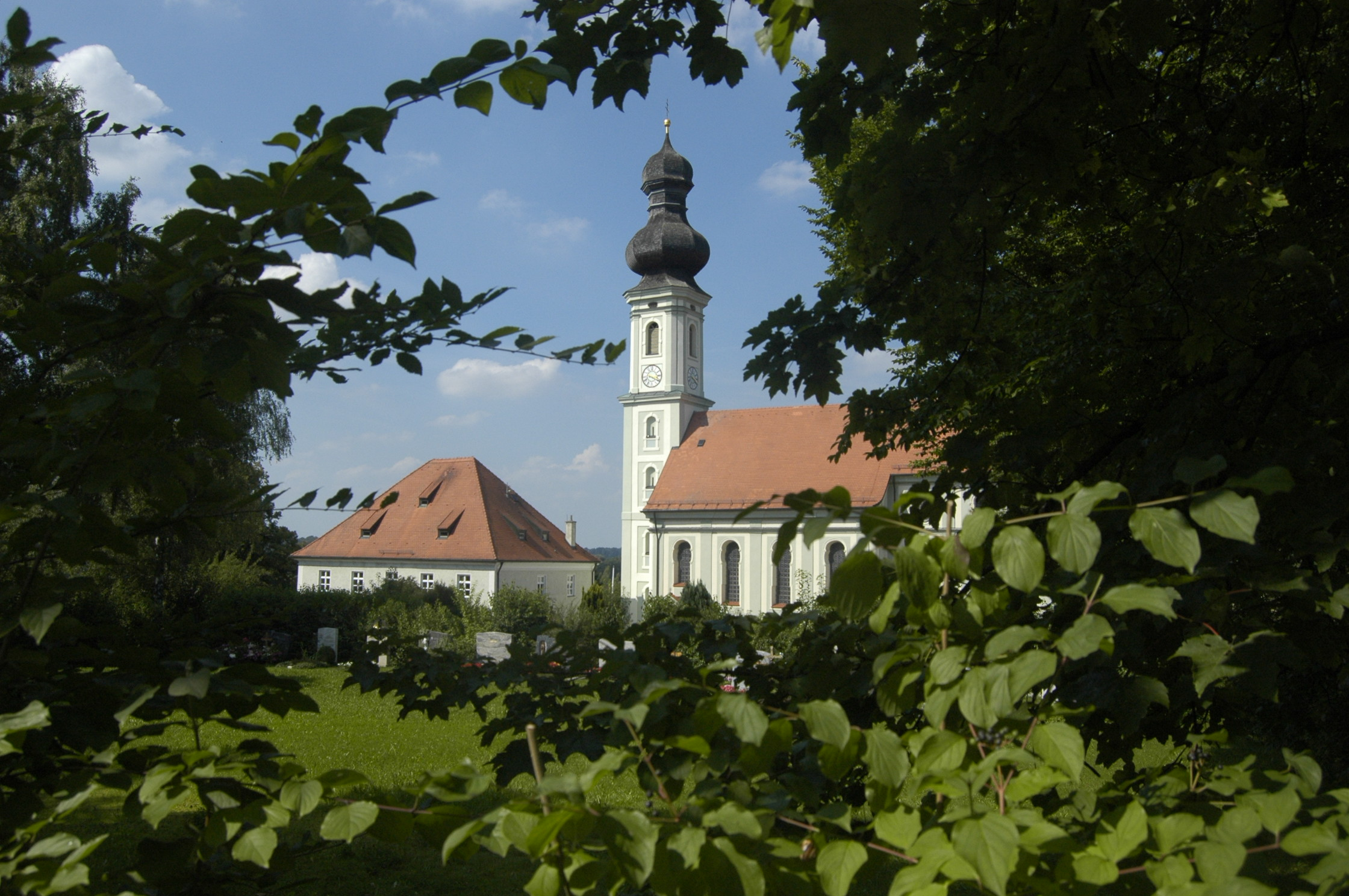
Kirche St. Petrus und Pfarrhaus in Wörth

Wörth ist eine Gemeinde im oberbayerischen Landkreis Erding. Sie ist Teil der Verwaltungsgemeinschaft Hörlkofen.

## Geographie

### Lage
Wörth liegt in der Region München im Tal der Sempt zwischen der Kreisstadt Erding und Markt Schwaben (jeweils 8 km entfernt) sowie 22 km westlich von Dorfen, 21 km südlich vom Flughafen München, 23 km nördlich von Ebersberg und rund 33 km von der Landeshauptstadt München entfernt.

### Gemeindegliederung
Es gibt 15 Gemeindeteile (in Klammern ist der Siedlungstyp angegeben):
- Berg (Weiler)
- Breitötting (Dorf)
- Hofsingelding (Dorf)
- Hörlkofen (Kirchdorf)
- Kirchötting (Kirchdorf)
- Lupperg (Einöde)
- Maiszagl (Einöde)
- Niederwörth (Dorf)
- Rottmann (Einöde)
- St. Koloman (Siedlung)
- Sonnendorf (Kirchdorf)
- Teufstetten (Dorf)
- Wifling (Kirchdorf)
- Wolfswinkel (Einöde)
- Wörth (Pfarrdorf)

Die einzige Gemarkung ist Wörth.

## Geschichte

### Bis zur Gemeindegründung
Wörth wurde im Jahre 788 zum ersten Mal als „Weride“ erwähnt (althochdeutsch für ‚wasserumspültes Land‘). Im 12. Jahrhundert waren Ministerialen der Bischöfe von Freising im Ort ansässig. Der Bischof bzw. das Domkapital von Freising waren bis zur Säkularisation 1803 bedeutende Grundherren. Der Ort gehörte zum Rentamt Landshut und zum Landgericht Erding des Kurfürstentums Bayern, Grundherren war bis zur Säkularisation 1803 der Bischof von Freising.

### Ab 1818
Im Zuge der Verwaltungsreformen in Bayern entstand mit dem Gemeindeedikt von 1818 die heutige Gemeinde. Wörth konnte seine 1200-Jahr-Feier im Jahr 1988 begehen.
Am 27. März 2016 wurde die Pfarrkirche St. Peter durch einen Brand beschädigt.

### Verwaltungsgemeinschaft
1978 bildeten die Gemeinden Wörth und Walpertskirchen die Verwaltungsgemeinschaft Hörlkofen. Im Jahr 2000 wurde die Dorfmitte von Hörlkofen neu gestaltet. Dort wurde auch ein neues Dienstgebäude der Verwaltungsgemeinschaft angesiedelt.

### Einwohnerentwicklung
Gemäß Bayerischem Landesamt für Statistik  haben sich die Einwohnerzahlen jeweils zum 31. Dezember eines Jahres wie folgt entwickelt:
| Jahr | Einwohner |
| ---- | --------- |
| 1960 | 1811      |
| 1970 | 2277      |
| 1980 | 2690      |
| 1990 | 3112      |
| 1995 | 3886      |
| 2000 | 4384      |
| 2005 | 4517      |

| Jahr | Einwohner |
| ---- | --------- |
| 2006 | 4470      |
| 2007 | 4471      |
| 2008 | 4450      |
| 2009 | 4488      |
| 2010 | 4467      |
| 2011 | 4338      |
| 2012 | 4358      |

| Jahr | Einwohner |
| ---- | --------- |
| 2013 | 4376      |
| 2014 | 4355      |
| 2015 | 4403      |
| 2016 | 4437      |
| 2017 | 4414      |

- Seit 1972, dem Jahr der Gemeindereform, hat sich die Einwohnerzahl bis 2015 um 1946 Personen erhöht. Das entspricht einem Wachstum von 79,20 Prozent. In den letzten zehn Jahre schrumpfte die Einwohnerzahl um 1,50 Prozent. In den letzten fünf Jahren nahm sie um 1,50 Prozent zu.

## Politik

### Gemeinderat
Der Gemeinderat von Wörth besteht aus dem Ersten Bürgermeister und 16 gewählten Mitgliedern. Die Gemeinderatswahl am 15. März 2020 führte zu folgendem Ergebnis:
- CSU:  Stimmenanteil 20,6 %, 3 Sitze,
- SPD: Stimmenanteil 18,0 %, 3 Sitze
- Grüne:  Stimmenanteil 20,1 %, 3 Sitze
- Überparteiliche Wählergemeinschaft:  Stimmenanteil 41,3 %, 7 Sitze

### Bürgermeister
Erster Bürgermeister ist Thomas Gneißl (ÜPWG).

### Wappen und Flagge
|                                                                     | Blasonierung: „In Gold ein erhöhter, aufrechter und ein gesenkter, gestürzter blauer Wellensparren, die einen schwebenden, rot gekrönten Mohrenkopf einschließen.“ |
| Das Wappen der Gemeinde Wörth wurde am 20. Februar 1967 festgelegt. | |

Neben dem Wappen führt die Gemeinde eine Flagge mit den Farben Gelb-Blau-Gelb.

## Wirtschaft und Infrastruktur

### Wirtschaft
Es gab 2019 nach der amtlichen Statistik im produzierenden Gewerbe keine und im Bereich Handel, Verkehr und Gastgewerbe 98 sozialversicherungspflichtig Beschäftigten am Arbeitsort. In sonstigen Wirtschaftsbereichen waren am Arbeitsort 145 Personen sozialversicherungspflichtig beschäftigt. Sozialversicherungspflichtig Beschäftigte am Wohnort gab es insgesamt 2039. Im verarbeitenden Gewerbe gab es einen, im Bauhauptgewerbe vier Betriebe. Im Jahr 2016 bestanden zudem 39 landwirtschaftliche Betriebe mit einer landwirtschaftlich genutzten Fläche von insgesamt 1214 ha, davon waren 982 ha Ackerfläche und 232 ha Dauergrünfläche.

### Verkehr

#### Eisenbahn
Durch die Gemeinde verlaufen die Bahnstrecken München–Simbach und Markt Schwaben–Erding. An der Bahnstrecke München–Simbach liegt im Ortsteil Hörlkofen der Bahnhof Hörlkofen, der am 1. Mai 1871 eröffnet wurde. Heute halten in Hörlkofen im Stundentakt Regionalbahnen der Südostbayernbahn.
An der Bahnstrecke Markt Schwaben–Erding befindet sich der am 1. Juni 1890 eröffnete Haltepunkt St. Koloman. Von 1921 bis 1971 war zudem ein Haltepunkt in Wifling vorhanden. Der Haltepunkt St. Koloman ist seit 1972 in das Netz der S-Bahn München und den Münchner Verkehrs- und Tarifverbund (MVV) integriert. Er wird im 20/40-Minuten-Takt durch die S-Bahn-Linie S 2 bedient, die von Petershausen und Altomünster über München und Markt Schwaben nach Erding führt.

#### Busverkehr
Die Gemeinde liegt im Tarifgebiet des Münchner Verkehrs- und Tarifverbunds (MVV). An das Busnetz des Verkehrsverbunds ist die Gemeinde durch zwei Buslinien angeschlossen. Die Linie 445 verkehrt von Ebersberg über Hohenlinden, Forstern, Pastetten, Hörlkofen und Wörth nach Erding. Die Buslinie verkehrt nur von Montag bis Freitag im Zweistundentakt. Die andere Linie ist ein Ruftaxi des MVVs mit der Liniennummer 5670. Die Linie verkehrt von Walpertskirchen über Wörth nach Erding. Sie verkehrt nur an Freitagen und Samstagen.

### Bildung
Im Jahr 2020 gab es folgende Einrichtungen:
- Zwei Kindergärten mit zusammen 343 genehmigten Kindergartenplätzen und 245 Kindern
- Zwei Volksschulen mit zusammen 17 Lehrern und 226 Schülern (Schulhjahr 2019/20)

## Persönlichkeiten
- Georg von Orterer (1849–1916), Gymnasialdirektor und Politiker (Bayerische Patriotenpartei, Zentrum)